# Marco Sciaccaluga
Marco Sciaccaluga (Genova, 21 agosto 1953 – Genova, 10 marzo 2021) è stato un regista teatrale, attore e pedagogo italiano.

## Biografia
Formatosi alla scuola di recitazione del Teatro Stabile di Genova si diplomò nel 1972, partecipando all'esperienza della cooperativa Teatro Aperto con Gianni Fenzi, Franco Carli e Antonio Pischedda. Iniziò come assistente di Luigi Squarzina e si affermò come regista già a 22 anni portando in scena, in prima nazionale, Equus di Peter Shaffer.
Oltre che per il Teatro Stabile di Genova, diresse spettacoli per altri Stabili: Catania, Torino, Trieste, Veneto, per compagnie private: Glauco Mauri La dodicesima notte (1985), Carlo Giuffré Pane altrui (1988), Giulio Bosetti Morte di un commesso viaggiatore (1986), Aroldo Tieri e Giuliana Lojodice Esuli (1986), Mino Bellei Le lettere di Lewis Carroll (1983), Ugo Pagliai e Paola Gassman Giù dal monte Morgan (1993) o rassegne nazionali: Ente teatrale fiesolano, Festival dei Due Mondi di Spoleto, Festival di Taormina e Estate teatrale veronese. Nella sua carriera oltre ai già citati diresse, tra gli altri, attori come Eros Pagni, Lina Volonghi, Alberto Lionello, Elsa Albani, Ferruccio De Ceresa, Mariangela Melato, Gabriele Lavia, Tullio Solenghi, Franco Branciaroli, Vittorio Franceschi, Andrea Jonasson. Firmò alcune regie (Racine, Molière, Držić) anche in Croazia: a Spalato e a Zagabria, e in Olanda, al Teatro Nazionale di Rotterdam.
Lavorò anche per i teatri nazionali olandese e croato. Negli anni settanta e ottanta fu coautore e conduttore di alcune trasmissioni radiofoniche e televisive, sia per la Rai che per TVS. Insegnò al Motley Design Course di Londra e presso la Scuola di Recitazione del Teatro Stabile di Genova. Tenne un corso di "Istituzioni di regia" presso l'Università Statale di Milano. Dal 2000 fu condirettore del Teatro Nazionale di Genova, diretto da Carlo Repetti. Nel 2015, con l'avvento di Angelo Pastore alla direzione del Teatro, assunse la carica di consulente artistico e dal 2016 ricoprì il ruolo di direttore della Scuola di Recitazione. Nel 2006 vinse il premio Olimpico del Teatro come miglior regia dell'anno per Morte di un commesso viaggiatore, votato anche come miglior spettacolo.
Sciaccaluga è morto nella sua casa di Genova il 10 marzo 2021, dopo essere stato colpito da un cancro alla prostata. Aveva tre figli, Carlo, Giovanni e Caterina; il maggiore, Carlo, è anch'egli regista e attore teatrale.

## Teatro

### Regista
- Il perdono reale di John Arden e Margaretta D'Arcy (1974)
- Equus di Peter Shaffer (1975)
- Il complice di Friedrich Dürrenmatt (1977)
- Le intellettuali di Molière (1978)
- Amore in campagna di Anton Čechov (1978)
- Fremendo, tra le lacrime, sul punto di morire! di Anton Čechov (1979)
- La bocca del lupo di Arnaldo Bagnasco, Lucia Bruni, Giuseppe D'Agata, da Remigio Zena (1980)
- Lupi e pecore di Aleksandr Ostrovskij (1980)
- E lei per conquistar si sottomette di Oliver Goldsmith (1981)
- I due gemelli rivali di George Farquhar (1982)
- La brocca rotta di Heinrich von Kleist (1982)
- Le lettere di Lewis Carroll di Masolino D'Amico, Spoleto (1983)
- Il padre di August Strindberg (1983)
- Rosmersholm di Henrik Ibsen (1984)
- L'onesto Jago di Corrado Augias, Venezia (1984)
- Borges, autoritratto del mondo di Carlo Repetti (1985)
- L'Alcalde di Zalamea di Pedro Calderón de la Barca (1985)
- La dodicesima notte di William Shakespeare (1985)
- Retrò di Aleksandr Galin (1985)
- Suzanna Andler di Marguerite Duras (1986)
- Esuli di James Joyce (1986)
- Morte di un commesso viaggiatore di Arthur Miller (1986)
- La putta onorata di Carlo Goldoni (1987)
- La buona moglie di Carlo Goldoni (1987)
- Concerti in prosa, autori vari, Spoleto (1987)
- Beckett concerto di Samuel Beckett, Asti (1987)
- L'egoista di Carlo Bertolazzi (1987)
- La storia di Ninì, da Vasco Pratolini (1987)
- Inverni di Carlo Repetti da Silvio D'Arzo (1988)
- Don Giovanni all'inferno di George Bernard Shaw, Volterra (1988)
- Pane altrui di Ivan Turgenev (1988)
- Arden di Faversham di anonimo elisabettiano (1988)
- I fisici di Friedrich Dürrenmatt (1989)
- Ti amo, Maria! di Giacomo Manfridi (1990)
- Come vi piace di William Shakespeare, Verona (1990)
- Ritratto di un pianeta di Friedrich Dürrenmatt (1990)
- Enrico IV di Luigi Pirandello (1990)
- Caro Bon Bon, da Italo Svevo (1991)
- Re Cervo di Carlo Gozzi (1991)
- Dittico coniugale di Jules Renard, Spoleto (1991)
- Sei personaggi in cerca d'autore di Luigi Pirandello, Rotterdam (1991)
- Cyrano di Bergerac di Edmond Rostand (1992)
- Roberto Zucco di Bernard-Marie Koltès (1992)
- La bisbetica domata di William Shakespeare, Verona (1992)
- Giù dal monte Morgan di Arthur Miller (1993)
- La famiglia dell'antiquario di Carlo Goldoni (1993)
- L'ispettore generale di Nikolaj Gogol' (1993)
- La resistibile ascesa di Arturo Ui di Bertolt Brecht (1994)
- Zeno e la cura del fumo di Tullio Kezich da Italo Svevo (1994)
- Lapin Lapin di Coline Serreau (1995)
- Ivanov di Anton Čechov (1996)
- Un mese in campagna di Ivan Turgenev (1996) – anche attore
- Rumori fuori scena di Michael Frayn (1997)
- Le false confidenze di Marivaux (1998) – anche attore
- Il ventaglio di Lady Windermere di Oscar Wilde (1998) – anche attore
- Fedra di Jean Racine (1999)
- Le tigri di Gian Piero Bona (1999)
- Lo storpio di Inishmaan di Martin McDonagh (1999)
- Don Giovanni di Molière (2000)
- Der Totmacher di Romuald Karmakar e Michael Farin (2001)
- The Blue Room di David Hare (2001)
- L'anima buona del Sezuan di Bertolt Brecht (2002)
- Un nemico del popolo di Arthur Miller da Henrik Ibsen (2002)
- Madre Courage e i suoi figli di Bertolt Brecht (2002)
- Elena di Euripide, Vicenza (2003)
- Il tenente di Inishmore di Martin McDonagh (2004)
- Aiace di Sofocle (2004)
- Galois di Luca Viganò (2005)
- L'illusione comica di Corneille (2005)
- Morte di un commesso viaggiatore di Arthur Miller (2005)
- Mercator di Plauto (2006)
- Holy Day di Andrew Bovell (2006)
- La mandragola di Niccolò Machiavelli (2006)
- Svet. La luce splende nelle tenebre di Lev Tolstoj (2007)
- Fedra di Jean Racine, Spalato (2007)
- L'agente segreto di Joseph Conrad (2008) – anche attore
- Re Lear di William Shakespeare (2008)
- A corpo morto di Vittorio Franceschi (2009)
- Aspettando Godot di Samuel Beckett (2009)
- Esuli di James Joyce (2010)
- Misura per misura di William Shakespeare (2010)
- Il Tartuffo di Molière, Zagabria (2010)
- Il ritorno a casa di Harold Pinter (2011)
- Moscheta di Ruzante (2011)
- La scuola delle mogli di Molière (2012)
- Edipo Tiranno di Sofocle (2012)
- Il gioco dei re di Luca Viganò (2013)
- I ragazzi irresistibili di Neil Simon (2013)
- Il Tartuffo di Molière (2014)
- Il sindaco del rione Sanità di Eduardo De Filippo (2014)
- Il matrimonio del signor Mississippi di Friedrich Dürrenmatt (2015)
- Minetti di Thomas Bernhard (2015)
- Intrigo e amore di Friedrich Schiller (2016)
- La dodicesima notte di William Shakespeare (2016)
- Il gabbiano di Anton Čechov (2017)
- L'esecuzione di Vittorio Franceschi (2017)
- John Gabriel Borkman di Henrik Ibsen (2018)
- La favola del principe Amleto di William Shakespeare (2019)
- Rosencrantz e Guildenstern sono morti di Tom Stoppard (2019)

### Attore
- La casa nova di Carlo Goldoni, regia di Luigi Squarzina (1973)
- L’eccezione e la regola di Bertolt Brecht, regia di Gianni Fenzi (1973)
- Il cerchio di gesso del Caucaso di Bertolt Brecht, regia di Luigi Squarzina (1974)
- Il fu Mattia Pascal di Tullio Kezich, regia di Luigi Squarzina (1974)
- Il Tartufo, ovvero vita amori autocensura e morte del signor Molière nostro contemporaneo, regia di Luigi Squarzina (1975)
- Hamlet di William Shakespeare, regia di Benno Besson, Verona (1994)
- La dodicesima notte di William Shakespeare, regia di Franco Branciaroli, Verona (1995)
- Io di Eugène Labiche e Édouard Martin, regia di Benno Besson (1996)
- Il Tartuffo di Molière, regia di Benno Besson (2000)
- L'ispettore generale di Nikolaj Gogol', regia di Matthias Langhoff (2001)
- Filottete di Heiner Müller, regia di Matthias Langhoff (2003)
- L'alchimista di Ben Jonson, regia di Jurij Ferrini (2004)
- La Centaura di Giovan Battista Andreini, regia di Luca Ronconi (2004)

## Filmografia

### Cinema
- Ardena, regia di Luca Barbareschi (1997)
- Guido che sfidò le Brigate Rosse, regia di Giuseppe Ferrara (2007)

### Televisione
- Vita amori autocensura e morte in scena del signor di Molière nostro contemporaneo ovvero il Tartufo di Molière, Bulgakov, Squarzina, regia di Luigi Squarzina, trasmessa il 6 e 13 febbraio 1976.
- La casa nova di Carlo Goldoni, regia di Luigi Squarzina, 29 ottobre 1976.

## Radio

### Attore
- L'opera dell'ebreo di Alter Kacyzne, regia di Luigi Squarzina, trasmessa il 23 maggio 1974.
- Cinna o la clemenza di Augusto di Corneille, regia di Luigi Squarzina, 16 giugno 1976.

### Regista
- La dilazione di Friedrich Dürrenmatt, 25 ottobre 1979.
- Mille franchi di ricompensa di Victor Hugo, 8 febbraio 1992.
- Ti amo Maria di Giuseppe Manfridi, 1⁰ aprile 1995.

## Opere
- Roberto Iovino, Marco Sciaccaluga, Verdi & Shakespeare, un dialogo, Le Mani, Recco, 2012, ISBN 9788880126577

## Opera lirica
- Falstaff di Giuseppe Verdi, Teatro Comunale di Genova, 21 febbraio 1982.
- Il figliuol prodigo di Benjamin Britten, Teatro Comunale di Genova (1986)
- Jacob Lenz di Wolfgang Rihm, Alessandria, 15 settembre 1988.
- The Martyrdom of St. Magnus di Peter Maxwell Davies, Alessandria, 16 settembre 1988.

## Web
Ha partecipato alla piattaforma digitale Sinarra.tv raccontando Dombey e Figlio di Charles Dickens, Re Lear di William Shakespeare e Vogliamo vivere! di Ernst Lubitsch.